# حادث بحر البلطيق 2021

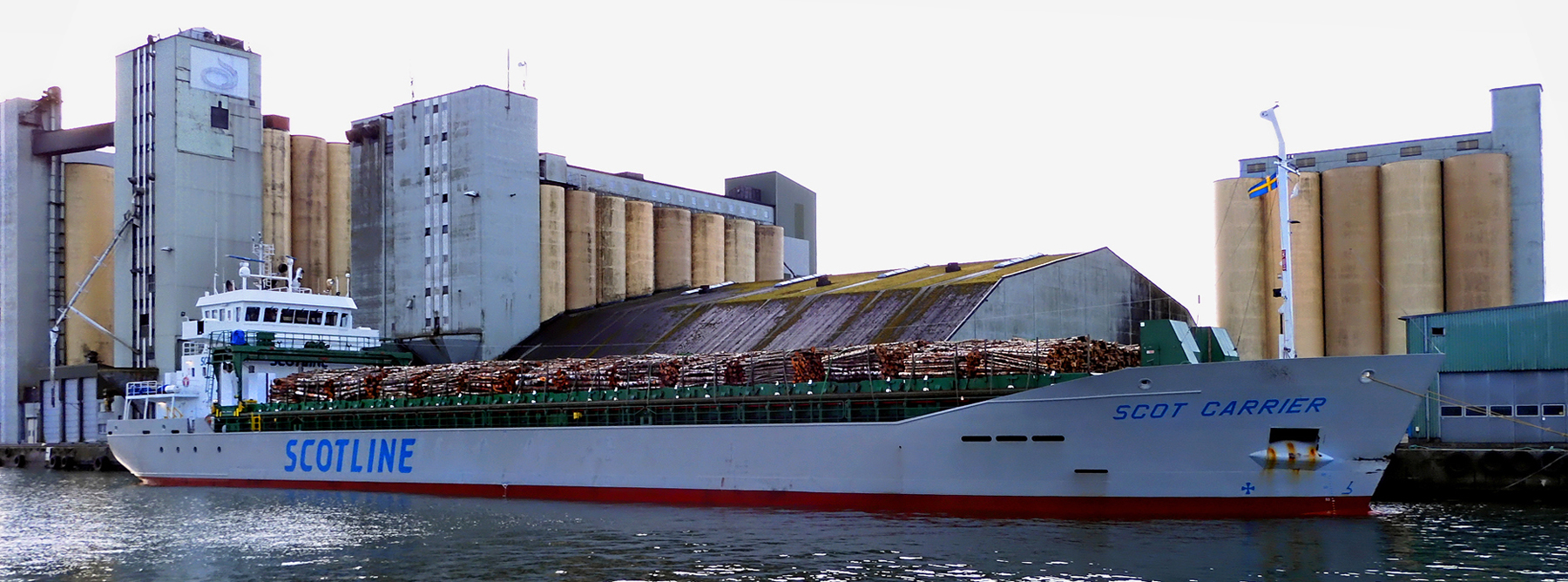
سكوت كارير قبالة يستاد في السويد.

حادث بحر البلطيق 2021 في 13 ديسمبر 2021 قُتل شخص واحد في حادث في بحر البلطيق قبالة سواحل السويد. اصطدمت سفينتان وانقلبت إحداهما، وتم اعتقال شخصين.

## الأحداث
اصطدمت سفينة الشحن الدنماركية بسفينة الشحن البريطانية وانقلبت في بحر البلطيق بين يستاد في السويد وبورنهولم الدنمارك. توفي أحد أفراد طاقمالسفينة الدينماركية وتم الإبلاغ عن فقد واحد.
كانت عملية الإنقاذ واسعة النطاق حيث شارك فيها حوالي 10 قوارب من البحرية الدينماركية وخفر السواحل، كما شاركت طائرات ومروحيات في البحث عن الطاقم. أثناء الغوص تم العثور على شخص ميتًا على متن حجرة، وما زال شخص واحد في عداد المفقودين.
تم القبض على شخصين على الفور على متن الناقل الإسكتلندي، وأفرج عن أحدهما بعد استجوابه، واعتقل الآخر للاشتباه في التسبب في وفاة شخص آخر، والقيادة المشددة في حالة سكر، والإهمال الشديد في حركة المرور البحرية.
يحقق خفر السواحل السويدي في الحادث.